# 나카네 사치

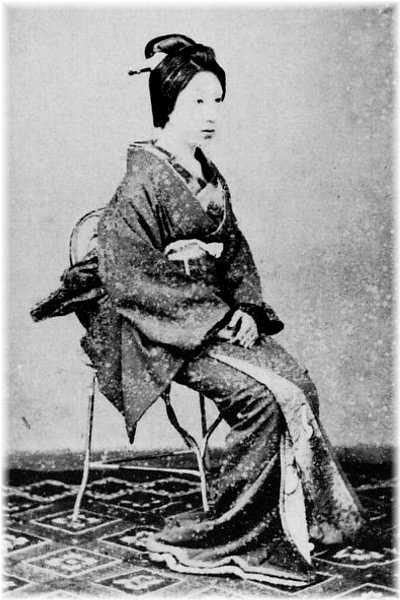
나카네 사치

나카네 사치(일본어: 中根 幸 なかね さち[*], 가에이 4년 (1851년) 경 - 다이쇼 4년 (1915년) 12월 29일)는 15대 쇼군 도쿠가와 요시노부의 측실이다.

## 생애
가에이 4년 (1851년) 경, 하타모토 나카네 요시사부로 (마사히로)의 딸로 태어나, 후에 하타모토 나리타 신쥬로의 양녀가 되어 요시노부의 측실이 되었다.
요시노부와의 사이에서는 메이지 7년 (1874년)에 4남 도쿠가와 아츠시, 메이지 9년 (1876년)에 4녀 후데코 (하치스카 마사아키의 아내), 메이지 13년 (1880년)에 7녀 나미코 (마츠다이라 히토시의 아내), 메이지 15년 (1882년) 8녀 쿠니코 (오오코우치 키코의 아내), 메이지 16년 (1883년) 10녀 이토코 (시죠 타카치카의 아내), 메이지 20년 (1887년)에 9남 도쿠가와 마코토를 얻었다. 
메이지 유신 후에도 요시노부의 측실로 시중든 것은 사치와 신무라 노부 뿐이다. 다이쇼 4년 (1915년) 12월 29일에 사망했다. 묘소는 도쿄도 다이토구에 있는 야나카 영원이다.